# Flavio Briatore
Flavio Briatore (Verzuolo, 12 aprile 1950) è un imprenditore, dirigente d'azienda, dirigente sportivo, personaggio televisivo e socialite italiano.
È conosciuto principalmente per essere stato team manager in Formula 1, con la scuderia Benetton poi divenuta Renault, e per essere a capo del Gruppo internazionale di hospitality di lusso Majestas, precedentemente nota come Billionaire Life.

## Biografia

### Gli inizi
Nasce da Giacomo Briatore e Caterina Chiotti, maestri di scuola elementare, spostandosi poi con loro a Montaldo di Mondovì. Frequenta l'Istituto Tecnico per Geometri a Cuneo, dove ha per compagno Piergiorgio Odifreddi, e viene bocciato due volte, in seconda e in terza superiore. Consegue il diploma di geometra presso un istituto privato e comincia a lavorare come maestro di sci e gestore di ristoranti per poi arrivare ad aprirne uno suo, a San Giacomo di Roburent, che in seguito chiude per mancanza di risultati economici soddisfacenti. Dopo aver fatto l'assicuratore a Saluzzo, all'interno del gruppo RAS, nel 1974 va a vivere a Cuneo, dove viene assunto come dirigente alla Conafi, una piccola banca, e qui conosce l'imprenditore Attilio Dutto, di cui diventa braccio destro. Nello stesso periodo intraprende un progetto immobiliare in Sardegna, chiamato "isola rossa", un complesso di villeggiatura che vende nel 1975 a un imprenditore di Cuneo. 
Nel 1977 Attilio Dutto compra il pacchetto di maggioranza di Paramatti Vernici dal torinese Schreiber, su consiglio di Flavio Briatore, che in cambio prende il 2% delle azioni e viene nominato Amministratore Delegato della società, a soli 27 anni, diventando così il più giovane managing director di una società italiana quotata in borsa. Il 21 marzo 1979 Dutto viene assassinato a Cuneo con una bomba collegata all'accensione della sua auto. Briatore si trasferisce a Milano dove conosce l'agente di cambio Giorgio Patroncini, con il quale lavora nel gruppo finanziario Finanziaria Generale Italia, in qualità di broker. Negli anni milanesi Briatore conosce anche Achille Caproni di Taliedo (erede di Giovanni Battista Caproni, fondatore della prima azienda aeronautica d'Italia), che gli affida la gestione della CGI (compagnia generale industriale), la holding industriale del suo gruppo, e Luciano Benetton, che in seguito avrebbe avuto un ruolo chiave per il suo futuro.
Nel 1985 Briatore si trasferisce negli Stati Uniti, dove apre i negozi Benetton nelle Isole Vergini e lavorando a stretto contatto con Luciano Benetton contribuisce attivamente all'espansione del marchio nei mercati statunitensi.

### I successi con la Benetton

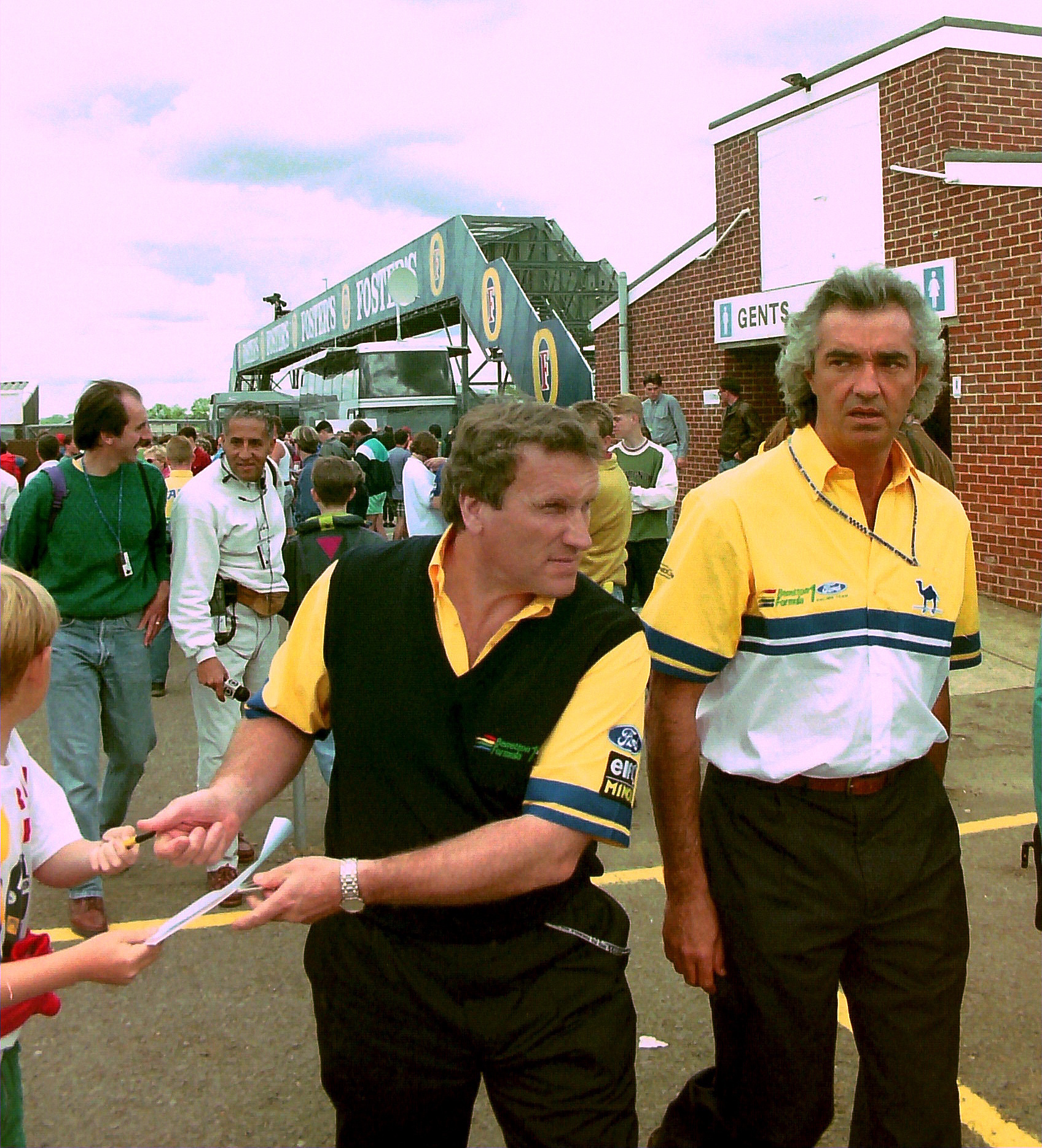
Flavio Briatore (a destra) insieme al direttore tecnico della scuderia anglo-italiana Tom Walkinshaw nel 1993

A seguito di inchieste giudiziarie legate a presunte truffe nel gioco d'azzardo diventa latitante, nelle Isole Vergini; condannato in primo grado, è poi beneficiario di amnistia nel 1990 e rientra in Italia.
In Italia, Flavio Briatore comincia a interessarsi al mondo della Formula 1, di cui dice «non è uno sport, è un business», impegnandosi direttamente nel circus a partire dal Gran Premio d'Australia 1988, ancora grazie alla famiglia Benetton, che lo coinvolge nell'attività della scuderia Benetton di Formula 1, creata nel 1986 da Davide Paolini e Peter Collins sulle ceneri della Toleman. Qui Briatore all'inizio degli anni novanta ottiene l'incarico di direttore commerciale e poi, dopo il licenziamento dei vertici della società, ne diventa direttore esecutivo, trasformando la scuderia in una squadra competitiva. Dopo aver assunto e licenziato in poco tempo l'ingegnere John Barnard, chiama in squadra Tom Walkinshaw come direttore tecnico, il quale nel 1991 ha l'intuizione di ingaggiare dalla Jordan il giovane pilota Michael Schumacher, malgrado questi abbia all'attivo una sola gara in F1 disputata in quella stessa stagione.
Schumacher vince una gara nel 1992 e un'altra nel 1993, per poi diventare campione del mondo con la Benetton per due volte consecutive nel 1994 e nel 1995, anno in cui la Benetton vince anche il titolo costruttori.
Alla fine della stagione 1994 Briatore rileva la Ligier, per poi rivenderla a Walkinshaw poiché i regolamenti della FIA non permettono di possedere più squadre nel circus della F1. Quando poi, dopo i due mondiali vinti nel 1994 e nel 1995, Schumacher e alcuni tecnici si spostano dalla Benetton alla Ferrari nel 1996, la squadra di Briatore finisce per perdere la posizione di capolista nel campionato.
Nello stesso anno Briatore compra anche una quota del team Minardi con l'intento di rivenderla alla British American Tobacco, rivendendola invece a Gian Carlo Minardi e Gabriele Rumi. Nel 1997, in accordo con Luciano Benetton, lascia la scuderia e il suo posto viene occupato da David Richards.

### Gli anni alla Renault e l'acquisizione del QPR
Dal 1998 dirige la Supertec, che fornisce motori Renault a tre team. Quando poi la Benetton viene venduta definitivamente alla Renault nel 2001, Briatore viene assunto come direttore esecutivo del nuovo team Renault.
Nella stagione 2005 e in quella 2006 il team Renault diretto da Briatore centra la vittoria sia nel campionato piloti con Fernando Alonso sia in quello costruttori.

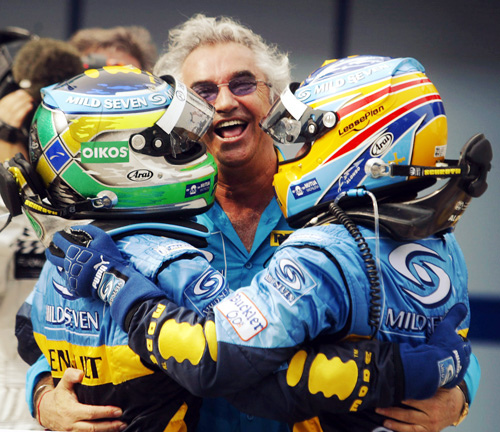
Flavio Briatore tra i suoi due piloti Giancarlo Fisichella (a sinistra) e Fernando Alonso (a destra), dopo la doppietta della squadra francese nel Gran Premio della Malesia nel 2006

Nel frattempo Briatore manifestava interesse anche verso il mondo del calcio, tentando prima di acquisire senza successo la squadra del Palermo e poi nel 2007 acquistando, insieme al patron della F1 Bernie Ecclestone, la squadra di calcio inglese del Queens Park Rangers riportandola in Premier League nel giro di quattro anni. In seguito, i quattro anni della gestione Briatore sono stati raccontati in un film-documentario dalla BBC.
Dopo i successi del 2005 e del 2006, la Renault nelle due stagioni del 2007 e del 2008 vince in tutto solo due Gran Premi. Nel 2008 le squadre di Formula Uno si sono riunite per formare la FOTA (Formula One Teams Association) e Briatore ha assunto il ruolo di direttore commerciale (nominato dal presidente Luca Cordero di Montezemolo). Briatore viene allontanato dal team nel settembre 2009, in seguito al caso dell'incidente di Nelson Piquet Jr. al Gran Premio di Singapore 2008 e alla relativa indagine della FIA che porta prima alla sua radiazione e poi all'assoluzione totale con risarcimento danni.

### Attività recenti
Nel frattempo trasforma la sua villa di Malindi, Kenya, in un lussuoso resort, il Lion in The Sun, nelle cui suite nel corso degli anni alloggiano personaggi famosi come Silvio Berlusconi, Naomi Campbell, Fernando Alonso, Simona Ventura, Paolo Bonolis, Heidi Klum ed Eva Herzigová.
Il 13 giugno 2012 Briatore ha annunciato la chiusura del Billionaire in Sardegna, salvo poi riaprire l'anno seguente quando il marchio Billionaire è stato venduto alla società Bay Capital che fa capo alla Far East Leisure con sede in Singapore. Rimane socio di Billionaire Italian Couture, linea sartoriale di alta gamma, dopo aver venduto la maggioranza a Philipp Plein.
Dal 2013, data in cui entra in partnership con Bay Capital a cui vende la quota di maggioranza di Billionaire LifeStyle Briatore si concentra sull'espansione e lo sviluppo dei brand che ha creato a livello globale.
Dal settembre dello stesso anno veste i panni del "boss" della versione italiana del programma televisivo The Apprentice in onda su Cielo.
Nel maggio 2014 apre un altro Twiga a Monte Carlo che si aggiunge a quello di Marina di Pietrasanta.
Nel gennaio 2015 prende vita una società di consulenza per viaggi di lusso denominata Billionaire Travel che fa capo al Gruppo Billionaire Life di Briatore. La società, che ha sede a Lugano, nasce da un accordo con la Exclusive Travel Consulting (ETC) che si occuperà della gestione operativa.
Nell'aprile 2017, poi, esce il suo primo libro dal titolo "Sulla ricchezza", scritto in collaborazione con il giornalista e scrittore Carmelo Abbate.
Negli ultimi anni, oltre ad aver rilanciato il Billionaire in Costa Smeralda e il Twiga in Versilia, di cui nel novembre del 2022 arriva a detenere il 56% dopo aver acquistato metà delle quote appartenenti a Daniela Santanché il cui compagno Dimitri Kunz è amministratore del locale insieme al cognato di Briatore, ha aperto i Twiga a Monte-Carlo, Londra e per ultimo quello a Ventimiglia, un ristorante Cipriani e la pasticceria Cova a Monte Carlo, i Crazy Pizza a Londra, Monte Carlo, Porto Cervo, Roma, Milano, Riyadh, Doha, al salone nautico di Genova, Kuwait City, Catania, Varazze, Napoli, Belgrado, Neom, Saint-Tropez, Forte dei Marmi, in Bahrein, New York (con la sua ex compagna Heidi Klum) e Saint-Tropez oltre ad altri Billionaire a Dubai, Riyadh, Mykonos, Doha e St Moritz e un'altra pasticceria Cova nella capitale del Qatar.
Nel marzo del 2022 è tornato in Formula 1 con il ruolo di ambassador: "continuerà a supportare il Circus nelle relazioni con alcuni promotori, partner esistenti e potenziali, sviluppando anche eventuali collaborazioni commerciali e di intrattenimento".
Il 21 maggio 2024 il team Alpine F1 annuncia il suo ritorno nelle vesti di executive advisor, un ruolo di supervisore a pieno delle strategie del gruppo Renault in F1 (scelta dei piloti, gestione dei giovani talenti e ruolo di consulenza). Dal 6 maggio 2025 è anche team principal della scuderia francese a seguito delle dimissioni di Oliver Oakes.
Alla fine del 2024 cede il suo 25,5% del ristorante El Camineto di Cortina d'Ampezzo a Dimitri Kunz e all'oligarca kazako Andrey Toporov per 200.000 euro dopo averne investiti l'anno prima 50.000 e i Twiga di Forte dei Marmi, Montecarlo e Ventimiglia e il Billionaire in Sardegna a Leonardo Maria Del Vecchio per circa 50 milioni di euro.

## Controversie e procedimenti giudiziari
Per affari connessi a bische clandestine e gioco d'azzardo viene condannato in primo grado a un anno e sei mesi di reclusione dal Tribunale di Bergamo e a tre anni dal Tribunale di Milano.
Nel novembre 1987 la condanna fu ridotta dalla Corte d'appello di Milano a un anno e due mesi in secondo grado. Tale condanna fu poi estinta da un'amnistia tramite un ordine della Corte di Appello di Milano il 30 aprile 1990, e successivamente riabilitato dalla Corte di Torino nel 2010.

### Caso Piquet

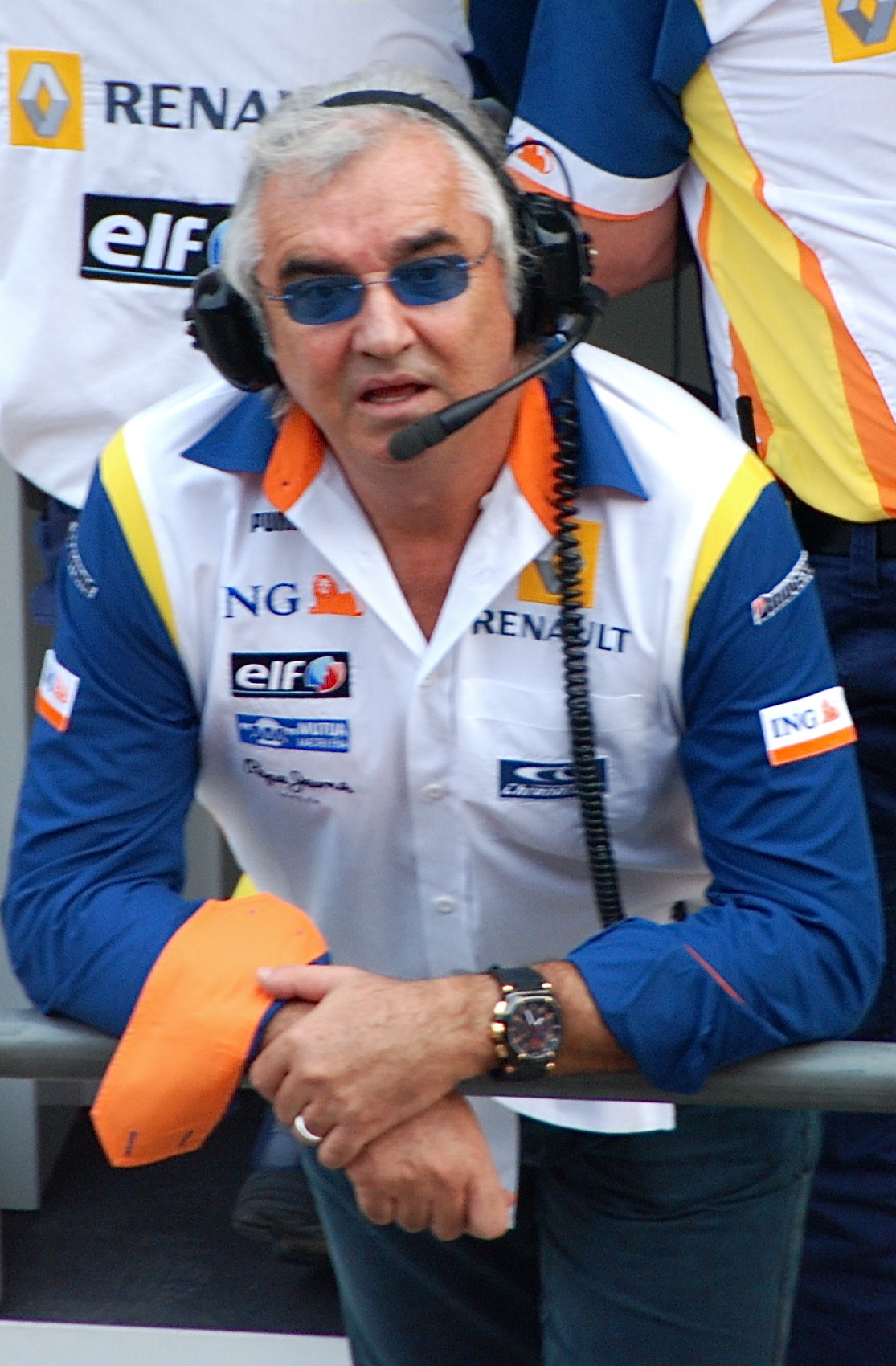
Briatore nel 2008

Nell'estate 2009 la FIA indaga sull'incidente occorso all'ex pilota della Renault Nelson Piquet Jr. durante il Gran Premio di Singapore 2008, sospettando che il pilota sia intenzionalmente andato fuori pista dietro ordine del suo team manager Briatore, allo scopo di favorire la vittoria della prima guida Fernando Alonso. All'esito delle indagini sul caso, la FIA accusa quindi la Renault per le illiceità emerse in relazione all'incidente in questione.
La scuderia francese dal canto suo, dopo essersi sistematicamente rifiutata di commentare la vicenda, il 16 settembre 2009 rilascia un comunicato in cui annuncia che il team manager Flavio Briatore (assieme al capo degli ingegneri Pat Symonds) non fa più parte del team. Nella dichiarazione inoltre la Renault specifica che nella prevista riunione del Consiglio Mondiale della FIA non contesterà le accuse concernenti il Gran Premio di Singapore del 2008.
Il 21 settembre si riunisce quindi a Parigi il FIA World Motor Sport Council per decidere i provvedimenti del caso, e all'esito della riunione il Consiglio Mondiale della FIA radia Flavio Briatore e squalifica per due anni con la condizionale la casa automobilistica francese.
Il 5 gennaio 2010 il Tribunal de grande instance di Parigi annulla tuttavia la radiazione di Briatore, dichiarando non regolare il procedimento istruito dalla FIA, condannata inoltre a versare a Briatore 15 000 euro a titolo di risarcimento del danno, a fronte di una richiesta di un milione; la sentenza annulla anche la squalifica di Pat Symonds. La FIA ribadisce però che continuerà ad applicare le sanzioni finché non saranno esaurite le procedure di ricorso. In seguito viene trovato un accordo tra FIA e Briatore che stipula che il manager non tornerà in F1 prima del 2013.

### CasoForce Blue
Nel maggio 2010 per frode fiscale la Guardia di Finanza sequestra il mega yacht Force Blue di cui Flavio Briatore è beneficiario, al largo di La Spezia.
A fine gennaio 2011 l'inchiesta subisce un ulteriore sviluppo con il sequestro da parte della Guardia di Finanza di Genova di un milione e mezzo di euro e un'ulteriore accusa per truffa ai danni dello Stato. Tale cifra gli fu in seguito restituita. 
Il 13 aprile 2015 per lui e altri tre imputati si apre il processo al Tribunale di Genova dichiarandosi innocente. Il 12 maggio seguente i PM chiedono per lui quattro anni di reclusione con l'accusa di aver intestato a una società di comodo lo yacht simulando l'attività di chartering, di aver evaso l'IVA sull'acquisto dell'imbarcazione e di non aver pagato le accise sul carburante per 3,6 milioni di euro. Il 10 luglio viene condannato alla pena di un anno e undici mesi di reclusione venendo lasciato in libertà grazie alla sospensione condizionale della pena che non si cumula con le precedenti pene a cui era stato condannato estinte con l'amnistia. Oltre alla condanna, i giudici stabiliscono anche la confisca dello yacht.
Il 28 settembre 2018 la Cassazione annulla la sentenza di appello di febbraio che lo condannava a un anno e mezzo e dispone un nuovo procedimento per quanto riguarda l'omissione dell'IVA mentre per quanto riguarda le fatture inesistenti viene disposto l'annullamento senza rinvio perché il fatto non sussiste.
Nello stesso mese, la Guardia di Finanza ha eseguito un'ordinanza di custodia cautelare della Procura di Genova a carico dell'ex commercialista di Briatore e dell'ex direttore provinciale dell'Agenzia delle Entrate, con l'accusa di corruzione rispetto alla pregressa vicenda del mancato versamento dell'IVA all'importazione del Force Blue. Secondo quanto dichiarato dal GIP di Genova, Briatore ha accettato l'accordo preventivo, d'intesa con i propri legali.
Il 26 gennaio 2022, a quasi dodici anni dal sequestro, la Corte d'Appello di Genova, recependo la sentenza della Cassazione, assolve definitivamente Briatore e gli altri indagati poiché "il fatto non costituisce reato" mentre viene revocata la confisca dei 3,6 milioni di euro e dello yacht che però era stato acquistato all'asta da Bernie Ecclestone nel dicembre del 2020 per 7,4 milioni di euro a fronte di un valore di più di 20 milioni. Nel novembre dello stesso anno la medesima Corte d'Appello giudica infondata l'istanza presentata da Briatore il quale pretendeva di ricevere la differenza delle due somme, circa 12 milioni di euro. Tuttavia Briatore alla fine del 2024 presenta un’istanza di risarcimento per 12,6 milioni di euro al tribunale di Torino citando i giudici e il commercialista che si occupi della vendita.

### Caso QPR
Nel novembre 2015 l'Alta Corte di Londra inizia a discutere la causa che vede opposto l'ex procuratore Antonio Caliendo a Briatore ed Ecclestone per presunto mancato pagamento di 8 milioni di euro per l'acquisizione del QPR. Nel febbraio 2016 la Corte respinge le accuse di Caliendo perché la società Mishcon de Reya non gli avrebbe recato alcun danno economico.

## Posizioni politiche
In molte interviste ha dichiarato di non votare alle elezioni politiche da diversi anni e di non riconoscersi negli schieramenti né del centrodestra né del centrosinistra italiani. Ha inoltre dichiarato d'aver votato in gioventù il Movimento Sociale Italiano di Giorgio Almirante e il Partito Liberale Italiano e di considerarsi "sicuramente più a destra", e ha dichiarato di apprezzare il Presidente statunitense e suo amico di lunga data Donald Trump.
È contrario a un sistema di tassazione progressivo, propone perciò un sistema sul modello della flat tax con aliquota unica del 30% per tutti.
In merito all'istruzione, ha detto che non crede nell'università, perché secondo lui è più utile lavorare subito e fare esperienza, soprattutto in paesi avanzati ed economicamente forti, e anche che per diventare qualcuno non serve una laurea ma la conoscenza delle lingue e l'aver acquisito conoscenze importanti.
In occasione del referendum costituzionale in Italia del 2016 si è schierato per il Sì.
Nel 2023, durante un'intervista ha criticato aspramente l'operato del Governo Meloni nonostante in passato abbia sostenuto dei partiti e dei movimenti con delle posizioni di centro-destra.

## Vita privata
Ha una sorella più giovane di nome Rita che fa l'insegnante e aveva un fratello, di nome Walter, che possedeva una fattoria a Saluzzo, deceduto il 29 novembre 2015.
Dal 1983 al 1987 è stato sposato con l'ex modella e imprenditrice Marcy Schlobohm.
Dal 1998 al 2003 è stato legato alla top model internazionale Naomi Campbell.
Briatore è stato brevemente legato alla top model tedesca Heidi Klum, da cui ha avuto una figlia, Leni Klum, nata nel maggio 2004. I due interruppero la relazione prima della nascita della bambina e Briatore si è sempre opposto al test del DNA. Briatore, in accordo con la modella tedesca, non ha mai riconosciuto legalmente la figlia Leni, che comunque, da maggiorenne, ha incontrato diverse volte il padre naturale e mantiene con lui un contatto cordiale.
Nel 2006, dopo una visita alla clinica Mayo di Rochester (Minnesota, Stati Uniti), gli viene diagnosticato un cancro maligno al rene sinistro. Decide quindi di farsi operare presso la clinica Quisisana di Roma. L'operazione va a buon fine.
Il 14 giugno 2008 ha sposato la showgirl calabrese Elisabetta Gregoraci, da cui ha avuto un figlio, Nathan Falco, nato il 18 marzo 2010. I tre hanno vissuto a Monte Carlo. Il 23 dicembre 2017 i due si separano consensualmente.
Nell'agosto 2020, durante un ricovero all'ospedale San Raffaele di Milano, è risultato positivo ai test per SARS-CoV-2. Nei giorni precedenti Briatore aveva aspramente polemizzato col governo e col sindaco di Arzachena contro le misure di contenimento della diffusione del virus decise da quest'ultimi.
Nel marzo del 2024 è stato operato per un tumore benigno al cuore, scoperto durante un controllo periodico all'ospedale San Raffaele.

## Opere
- Flavio Briatore, Carmelo Abbate, Sulla ricchezza, Sperling & Kupfer, 2017.